# 스튜디오 고쿠미
주식회사 스튜디오 고쿠미 또는 주식회사 스튜디오 5조(일본어: 株式会社Studio五組 가부시키가이샤 스타지오 고쿠미[*])는 일본의 애니메이션 제작사다.

## 역사
곤조의 프로듀서였던 시바타 토모노리가 《스트라이크 위치스》와 《사키 -Saki-》를 제작한 제5스튜디오의 일부 스태프들과 함께 독립하는 형태로 설립되었다. 스기나미구에 스튜디오를 두고 있으며, 같은 부지내에는 애니메이션 제작회사 ufotable 본사 빌딩이 인접해 있다.
《목소리로 일하자!》에서 원청 제작을 개시한다. 2014년에는 《유우키 유우나는 용사다》에서 처음으로 오리지널 애니메이션을 제작했다. 또, 곤조시절에 제작을 담당했던 《사키 -Saki-》 시리즈의 제작을 계승하고 있다. 애니메이션 제작사 AXsiZ(전 제2스튜디오)와는 같은 빌딩내에서 활동을 하던 시기가 있어 현재는 공동제작이나 하청으로 참가하고 있다.

## 작품

### TV 애니메이션
- A채널 (2011년)
- 사키 -Saki- 아치가편 episode of side-A (2012년)
- 이 중에 1명, 여동생이 있다! (2012년)
- 오다 노부나의 야망 (2012년, 공동 제작: 매드하우스)
- 단재분리의 크라임엣지 (2013년)
- 금빛 모자이크 (2013년)
- 사키 -Saki- 전국편 (2014년)
- 에스카 & 로지의 아틀리에 ~황혼 하늘의 연금술사~ (2014년)
- 유우키 유우나는 용사다 (2014년)
- 헬로!! 금빛 모자이크 (2015년)
- 랜스 & 마스크 (2015년)
- 홍각의 판도라 (2016년, 공동 제작: AXsiZ)
- 세이렌 (2017년, 공동 제작: AXsiZ)
- 심심한 칠드런 (2017년)
- 유우키 유우나는 용사다: 와시오 스미의 장/용사의 장 (2017년)
- 도사의 무녀 (2018년)
- 라멘 너무 좋아 코이즈미 씨 (2018년, 공동 제작: AXsiZ)
- 이웃집 흡혈귀 씨 (2018년, 공동 제작: AXsiZ)
- 엔드로~! (2019년)
- 모여라! 시튼 학원 (2020년)
- 마에세츠! (2020년, 공동 제작: AXsiZ)
- 유우키 유우나는 용사다: 대만개의 장 (2021년)
- 종말의 하렘 (2022년, 공동 제작: AXsiZ)
- 카미쿠즈☆아이돌 (2022년)
- 자동판매기로 다시 태어난 나는 미궁을 방랑한다 (2023년, 공동 제작: AXsiZ)
- 꿈꾸는 남자는 현실주의자 (2023년, 공동 제작: AXsiZ)
- 별무리 텔레패스 (2023년)
- 반에서 가장 싫어하는 여자애와 결혼하게 되었다. (2025년, 공동 제작: AXsiZ)
- 사일런트 위치 침묵의 마녀의 비밀 (2025년)
- 자동판매기로 다시 태어난 나는 미궁을 방랑한다 2nd seoson (2025년, 공동 제작: AXsiZ)
- 네크로노미코의 코즈믹 호러 쇼 (2025년)

### 극장 애니메이션
- 금빛 모자이크: 프리티 데이즈 (2016년)
- 레이드배커스 (2019년)
- 금빛 모자이크 Thank you!! (2021년)

### OVA
- 목소리로 일하자! (2010년)
- A채널+smile (2012년)
- OVA 이 중에 1명, 여동생이 있다! (2013년)
- 사키비요리 (2015년)